# Bellottia apoda
Bellottia apoda, nota in italiano come brotola apoda, è piccolissimo un pesce osseo marino della famiglia Bythitidae. Il genere Bellottia deriva il suo nome dall'ittiologo Cristoforo Bellotti.

## Distribuzione e habitat
È presente nel mar Mediterraneo (mar Adriatico compreso, dove appare non rara) e nell'oceano Atlantico orientale subtropicale. Non è comune in nessuna parte del suo areale ed è riscontrata solo occasionalmente ma forse solo perché difficile da catturare e da individuare nel sacco delle reti a strascico per le dimensioni minime e l'aspetto poco appariscente.
Vive tra 30 e quasi 600 metri di profondità. Nel golfo di Napoli è stata catturata più volte sulle praterie di Posidonia oceanica a basse profondità.

## Descrizione
Il corpo è leggermente compresso ai lati e la testa molto grande, un po' schiacciata dall'alto in basso. La bocca è grande, supera l'occhio di un buon tratto, e le mascelle robuste. La testa è dotata di papille e di grandi pori ben visibili. Ha un aspetto quasi anguilliforme, con le pinne dorsale, anale e caudale unite e non distinte. La parte posteriore del corpo è appuntita e fortemente compressa. Le pinne ventrali mancano del tutto, le pinne pettorali hanno dimensioni modeste e base d'inserzione larga. Le scaglie sono piccole ed embriciate. Sono presenti due linee laterali, una ben visibile al centro del corpo, l'altra vicino al profilo dorsale.
Il colore è bruno-beige con minuta puntinatura nera e regione ventrale scura.
Si tratta di una specie minuscola che raggiunge al massimo i 6,5 cm ma di solito non supera i 4,5.

## Biologia
Visti i ritrovamenti sporadici la biologia di questa specie è quasi ignota.

### Alimentazione
Si ciba di piccoli invertebrati, sia planctonici che bentonici.

### Riproduzione
Viviparo. Il maschio ha un organo copulatore impiegato per la fecondazione interna che avviene mediante spermatofore.

## Pesca
Occasionale con retini per i gamberetti.